# حملات ۱۴۰۴ اسرائیل به ایران
در بامداد ۲۳ خرداد ۱۴۰۴، نیروی هوایی اسرائیل به چندین نقطه در سراسر ایران حملاتی انجام داد و جنگ ایران و اسرائیل را آغاز کرد. در این حملات که توسط نیروهای دفاعی اسرائیل و موساد انجام شد، تأسیسات و دانشمندان هسته‌ای، پایگاه‌های نظامی، مناطق مسکونی کرج و سپس تهران مقامات ارشد نظامی و سیاسی مورد هدف قرار گرفتند. همچنین حملاتی در مناطق مسکونی رخ داد که به گزارش دولت ایرانو فعالان حقوق بشر منجر به تلفات غیرنظامی شد. این حمله بزرگ‌ترین حمله به ایران از زمان جنگ ایران و عراق در دهه ۱۹۸۰ بود.
در طی این حملات، انفجارهایی در سراسر تهران از جمله در نزدیکی پایگاه‌های نظامی و محله‌هایی که فرماندهان ارشد در آن ساکن بودند گزارش شد. شاهدان عینی از شعله‌های عظیم و انفجارهای پیاپی خبر دادند. همچنین انفجارهایی در تأسیسات هسته‌ای نطنز در استان اصفهان از مهم‌ترین سایت‌های برنامه هسته‌ای ایران قرار دارد گزارش شد. سایت‌های هسته‌ای در خنداب، خرم‌آباد، همدان و تبریز نیز هدف قرار گرفتند. در این حملات، فرمانده قرارگاه مرکزی خاتم‌الانبیا، غلامعلی رشید، فرمانده کل سپاه پاسداران انقلاب اسلامی، حسین سلامی، فرمانده هوافضای سپاه پاسداران، امیرعلی حاجی‌زاده و رئیس ستاد کل نیروهای مسلح ایران، محمد باقری کشته شدند. دو شخصیت هسته‌ای به نام‌های فریدون عباسی و محمدمهدی طهرانچی نیز در این حملات به کشته شدند. در این حملات، علاوه بر نیروهای نظامی ایران، تعدادی از غیرنظامیان نیز کشته شدند. ساختمان‌هایی که مورد اصابت قرار گرفتند شامل سایت‌های هسته‌ای، تأسیسات نظامی و مناطق مسکونی بودند.
در ماه‌های منتهی به این حمله، ایران و ایالات متحده آمریکا در حال مذاکره برای توافق هسته‌ای جدیدی بودند؛ پس از آن‌که رئیس‌جمهور آمریکا، دونالد ترامپ، در دوره نخست ریاست‌جمهوری خود، از برجام خارج شد. یک روز پیش از حمله، آژانس بین‌المللی انرژی اتمی (IAEA) برای نخستین بار در ۲۰ سال گذشته، ایران را به دلیل عدم پایبندی به تعهدات هسته‌ای‌اش ناقض مقررات اعلام کرد. ایران در واکنش، از آغاز فعالیت یک سایت جدید غنی‌سازی و نصب سانتریفوژهای پیشرفته خبر داد.
از شامگاه ۱۳ ژوئن، ایران در پاسخ به حملات، مجموعه‌ای از موشک‌های بالستیک و پهپادها را به سوی اسرائیل پرتاب کرد. ایران همچنین تهدید کرد که در صورت ارائه کمک به اسرائیل، پایگاه‌های نظامی آمریکا، بریتانیا و فرانسه را هدف قرار خواهد داد.
در یک سخنرانی تلویزیونی، بنیامین نتانیاهو، نخست‌وزیر اسرائیل، اظهار داشت که این حمله با هدف «مهار تهدید ایران برای بقای اسرائیل» از طریق هدف قرار دادن برنامه هسته‌ای ایران انجام شده است، برنامه‌ای که دولت ایران ادعا می‌کند صلح‌آمیز است. برخی گمانه‌زنی کردند که اسرائیل ممکن است همچنین به دنبال سرنگونی دولت ایران باشد. حملات اسرائیل مورد تحسین برخی گروه‌های اپوزیسیون ایران و همچنین ترامپ قرار گرفت که از ایران خواست فوراً به توافق هسته‌ای تن دهد. روسیه، چین و چندین کشور در خاورمیانه این حملات اسرائیل را محکوم کردند. اتحادیه اروپا به همراه کشورهای کلیدی اروپایی، ایران را به‌عنوان نیرویی بی‌ثبات‌کننده محکوم کردند، تأکید کردند که ایران هرگز نباید به سلاح هسته‌ای دست یابد، آن را «تهدیدی وجودی» خواندند و از هر دو طرف، اسرائیل و ایران، خواستند تنش‌ها را کاهش دهند.

## زمینه
روابط نزدیک ایران و اسرائیل پس از انقلاب اسلامی ۱۳۵۷ به پایان رسید. این انقلاب، باعث جایگزینی دولت شاهنشاهی ایران که تا حدی متمایل به غرب بود، با جمهوری اسلامی تحت رهبری روح‌الله خمینی شد. خمینی اشغال سرزمین‌های فلسطینی توسط اسرائیل را محکوم می‌کرد. از سال ۱۳۵۸، رهبران ایران به دو جناح تقسیم شده‌اند: محافظه‌کاران (یا اصول‌گرایان) و اصلاح‌طلبان. برخی از رهبران اصول‌گرا بارها خواستار نابودی اسرائیل شده‌اند و آن را حضور بیگانه و امپریالیستی در خاورمیانه خوانده‌اند. در مقابل، رهبران اصلاح‌طلب ایران بر ضرورت مصالحه با غرب تأکید داشته‌اند. رئیس‌جمهور کنونی ایران، مسعود پزشکیان، از جناح اصلاح‌طلب است. در سال ۱۳۶۱، هنگامی که اسرائیل به لبنان حمله کرد، ایران به تشکیل حزب‌الله برای مقابله با اشغال اسرائیل کمک کرد. تهران همواره از حقوق مردم فلسطین حمایت کرده و به گروه‌های شبه‌نظامی فلسطینی مانند حماس کمک رسانده است. این گروه‌ها به همراه چند گروه دیگر، محور مقاومت را تشکیل می‌دهند. ایران و اسرائیل مدت‌هاست که علیه یکدیگر جنگ نیابتی را دنبال می‌کنند.
اسرائیل برنامه هسته‌ای ایران را تهدیدی استراتژیک می‌داند، هرچند خود دارای تسلیحات هسته‌ای است. اسرائیل استدلال می‌کند که در صورت غیرصلح‌آمیز شدن برنامه هسته‌ای ایران، حق اقدام نظامی علیه آن را دارد. در اواسط دههٔ ابتدایی ۲۰۰۰، آمریکا و اسرائیل در عملیات بازی‌های المپیک در تأسیسات هسته‌ای ایران خرابکاری‌هایی به وجود آوردند. ترور پنج دانشمند هسته‌ای ایران در تهران از سال ۱۳۸۹ معمولاً به اسرائیل نسبت داده می‌شود.

### برنامه هسته‌ای ایران
در سال ۱۳۹۴، ایران با برنامه جامع اقدام مشترک (برجام) موافقت کرد که توسط رئیس‌جمهور وقت آمریکا، باراک اوباما با شورای امنیت سازمان ملل و آلمان برای محدود کردن توسعه برنامه هسته‌ای صلح‌آمیز ایران به امضا رسید. در سال ۱۳۹۷، رئیس‌جمهور آمریکا دونالد ترامپ در دورهٔ اول ریاست‌جمهوری خود، مشارکت کشورش در این توافقنامه را به حالت تعلیق درآورده و تحریم‌های اقتصادی علیه ایران را از سر گرفت، علیرغم گزارش آژانس بین‌المللی انرژی اتمی که تأیید می‌کرد ایران به تعهدات خود پایبند بوده است. ایران در واکنش به خروج آمریکا از برجام، به تدریج غنی‌سازی اورانیوم خود را افزایش داد. در سال ۱۳۹۸، آمریکا سپهبد قاسم سلیمانی را ترور کرد؛ در پاسخ، ایران اعلام کرد که دیگر به محدودیت‌های غنی‌سازی برجام پایبند نخواهد بود و تا سال ۱۴۰۰، اورانیوم را تا خلوص ۶۰٪ غنی‌سازی کرد که نزدیک به اورانیوم مورد استفاده در تسلیحات هسته‌ای است. در اردیبهشت ۱۴۰۴، آژانس بین‌المللی انرژی اتمی گزارش داد که ایران ۴۰۹ کیلوگرم اورانیوم با خلوص ۶۰٪ جمع‌آوری کرده است. یک روز قبل از حملات اسرائیل، آژانس برای اولین بار در ۲۰ سال گذشته ایران را به عدم پایبندی به تعهدات هسته‌ای متهم کرد. در واکنش، ایران اعلام کرد که یک تأسیسات جدید غنی‌سازی هسته‌ای (سومین مورد) را تحت نظارت آژانس راه‌اندازی خواهد کرد.
تحلیلگران هشدار می‌دهند که این فعالیت‌ها بسیار فراتر از هر هدف غیرنظامی قابل باور است. برآوردها نشان می‌دهد که ایران می‌تواند اورانیوم با درجه تسلیحاتی کافی برای یک بمب هسته‌ای ظرف یک هفته تولید کند و ظرف یک ماه به اندازه کافی برای هفت بمب انباشت کند، که باعث ترس از کوتاه شدن چشمگیر زمان گریز هسته‌ای است.
ایران تأکید دارد که به دنبال توسعهٔ سلاح هسته‌ای نیست و خامنه‌ای، رهبر ایران، فتوایی صادر کرده که سلاح‌های هسته‌ای را غیراخلاقی می‌داند. منابع غربی می‌گویند که ایران در دهه ۱۳۷۰ برنامه‌ای را به نام پروژه آماد برای ساخت سلاح هسته‌ای دنبال می‌کرد، اما ایران این موضوع را رد کرده است. بر اساس اطلاعات آمریکایی، ایران این برنامه را تا سال ۱۳۸۲ متوقف کرده است. طبق گزارش‌های آژانس و جامعه اطلاعاتی آمریکا، ایران از سال ۱۳۸۸ هیچ برنامه‌ای برای توسعه سلاح هسته‌ای دنبال نکرده است.

### درگیری مستقیم ایران و اسرائیل
پس از حملات ۷ اکتبر ۲۰۲۳ حماس به اسرائیل، اسرائیل با هدف تغییر توازن منطقه‌ای، محور مقاومت را هدف قرار داد و در درگیری‌های غزه و تهاجم ۲۰۲۴ به لبنان درگیر شد. حزب‌الله تلفات سنگینی متحمل شد و با مخالفت داخلی روبرو شد، حماس به شدت تضعیف شد و سوریه پس از سقوط رژیم اسد، روابط خود را با ایران قطع کرد. تا اواسط ۲۰۲۵، تنها حوثی‌ها و برخی از گروه‌های شبه‌نظامی عراقی، البته با توانایی‌های کاهش‌یافته، فعال باقی ماندند.
اگرچه ایران و اسرائیل مدت‌هاست که با یکدیگر درگیری نیابتی داشته‌اند، اما سال ۲۰۲۴ اولین بار بود که هر دو به طور علنی و مستقیم به یکدیگر حمله کردند. در ۱۲ فروردین ۱۴۰۳، یک حمله هوایی اسرائیل به کنسولگری ایران در دمشق منجر به کشته شدن چندین افسر ایرانی شد. در پاسخ به این اقدام، ایران در فروردین ۱۴۰۳ به اسرائیل حمله کرد و اسرائیل در همان ماه به ایران حمله متقابل انجام داد. در تیر ۱۴۰۳، اسرائیل اسماعیل هنیه، رهبر حماس، را در تهران ترور کرد. در مهر ۱۴۰۳، ایران به اسرائیل حمله کرد و اسرائیل نیز به ایران حمله کرد.

### مذاکرات ایران و آمریکا در ۲۰۲۵
در اسفند ۱۴۰۳، مدیر اطلاعات ملی آمریکا، تولسی گابارد، گفت که آژانس‌های آمریکایی معتقدند «ایران در حال ساخت سلاح هسته‌ای نیست و علی خامنه‌ای، رهبر ایران، برنامه سلاح هسته‌ای را که در سال ۱۳۸۲ متوقف کرده بود، مجدداً از سر نگرفته است».
در فروردین ۱۴۰۴، رئیس‌جمهور آمریکا دونالد ترامپ از مذاکرات بین آمریکا و ایران در مورد برنامه هسته‌ای ایران خبر داد. کاخ سفید اعلام کرد که ایران دو ماه فرصت دارد تا به توافق برسد؛ این مهلت دوماهه یک روز قبل از حملات اسرائیل به پایان رسید.

### پیش‌زمینه‌های فوری و لحظه‌ای
در ۲۲ خرداد ۱۴۰۴، شبکه خبری اِی‌بی‌سی گزارش داد که اسرائیل در حال بررسی اقدام نظامی علیه ایران است. چند ساعت بعد، مقام‌های آمریکایی از طریق سی‌بی‌اس نیوز مطلع شدند که اسرائیل برای آغاز عملیات علیه ایران «کاملاً آماده» است. دولت ترامپ ظاهراً گزینه‌هایی را برای حمایت از اسرائیل بدون رهبری عملیات در نظر گرفته بوده است. روز بعد، سفارت آمریکا در اورشلیم حرکت کارکنان خود را محدود کرد، اگرچه مایک هاکبی، سفیر آمریکا در اسرائیل، گفت بعید است اسرائیل بدون تأیید دولت ترامپ به ایران حمله کند. پیش از شروع حملات هوایی، اسرائیل به دولت ترامپ گفت که بدون اطلاع قبلی آمریکا حمله نخواهد کرد. رئیس‌جمهور آمریکا ترامپ در آستانه حملات با بنیامین نتانیاهو، نخست‌وزیر اسرائیل، صحبت کرد و بعداً اعتراف کرد که از قبل از برنامه‌های اسرائیل مطلع بوده است. مقامات وزارت خارجه و دفاع بریتانیا نیز از قصد اسرائیل برای حمله به ایران مطلع بودند، اما اینکه آیا اسرائیل به آنها اطلاع داده یا خیر، به طور رسمی تأیید نشده است. بر اساس گفته دو مقام اسرائیلی، دولت اسرائیل از دولت ترامپ خواسته بود که در آستانه حملات به ایران به آنها بپیوندد و کمک کند. برخی از شخصیت‌های کلیدی راست‌گرا، از جمله برخی از متحدان ترامپ، حملات اسرائیل را زیر سؤال بردند و از خطر جنگ آمریکا با ایران هشدار دادند.
در هفته‌های منتهی به حملات اسرائیل به ایران، دولت اسرائیل با فشارهای بین‌المللی به دلیل خطر قحطی در غزه و کشتار غیرنظامیان مواجه شد. حتی نزدیک‌ترین متحدان اسرائیل در اروپا نیز از قحطی در غزه انتقاد کرده بودند و اتحادیه اروپا اعلام کرده بود که قرارداد تجارت آزاد با اسرائیل را بازنگری خواهد کرد. کارشناسان سیاسی و روزنامه‌نگارانی مانند خاویر ابوعید، تامارا دیویسون و کیومرث صمدی اظهار داشتند که حمله به ایران باعث انحراف توجه از اقدامات اسرائیل در غزه شده است. نسرین مالک گفت این حمله تلاشی از سوی اسرائیل بود تا اروپایی‌هایی را که از اقدامات اسرائیل در غزه بیگانه شده بودند، دوباره به سمت خود جلب کند. روابط اسرائیل با ایران عامل وحدت‌بخش بین اسرائیلی‌های چپ‌گرا و راست‌گرا بود. روز قبل از حمله به ایران، اسرائیل زیرساخت‌های ارتباطی غزه را نابود کرد و ارتباطات غزه با جهان خارج را قطع کرد.

### انتخاب نام عملیات
بر اساس گفته برت مک‌گرک، مقام سابق سیاست خاورمیانه آمریکا، نام عملیات «شیر خیزان» (به عبری: מבצע עם כלביא، Mivtza Am kelavi، به معنای 'عملیات ملت مانند شیر') به احیای نشان شیر و خورشید اشاره دارد که تا انقلاب ۱۳۵۷ نماد ایران بود. روزنامه جروزالم پست گزارش داد که نام عملیات از کتاب اعداد در کتاب مقدس گرفته شده است:
«اینک قومی همچون شیر ماده برمی‌خیزد و چون شیر نر خویشتن را برپا می‌دارد.»
— اعداد ۲۳:۲۴

### تصمیم نهایی
در سخنرانی اعلام حمله اسرائیل، نتانیاهو گفت: «برای دهه‌ها، رهبران تهران آشکارا خواستار نابودی اسرائیل بوده‌اند. آنها این سخنان نسل‌کُشانه را با برنامهٔ تسلیحات هسته‌ای همراه کرده‌اند.» نتانیاهو گفت اسرائیل حمله کرد زیرا «اگر ایران متوقف نشود، می‌تواند در مدت بسیار کوتاهی سلاح هسته‌ای تولید کند. ممکن است یک سال یا حتی چند ماه کمتر از یک سال طول بکشد.» بنابراین، نتانیاهو آغاز عملیات «شیر برخواسته» را اعلام کرد، یک اقدام نظامی که تأسیسات اصلی غنی‌سازی ایران در نطنز، دانشمندان هسته‌ای و بخش‌هایی از برنامه موشکی بالستیک ایران را هدف قرار می‌داد. او اعلام کرد که این عملیات «به تعداد روزهای لازم ادامه خواهد یافت». نتانیاهو تلاش‌های هسته‌ای ایران را «خطری آشکار و حاضر برای بقای اسرائیل» توصیف کرد و تأکید کرد که با این اقدام «از همسایگان عرب خود نیز [در برابر تجاوز ایران] دفاع می‌کنیم».
نخست‌وزیر اسرائیل در سخنرانی پس از حمله اعلام کرد که جنگ اسرائیل با دولت ایران است و نه با مردم ایران. نتانیاهو در جریان این رویدادها، کابینه امنیتی را تشکیل داد.

## حملات

حمله هوایی به تهران

### فهرست برخی از اهداف مورد حمله
| شهر / منطقه                   | مکان‌ها |
| ----------------------------- | --- |
| اهداف نظامی و فرماندهی        | فرمانده کل سپاه پاسداران، رئیس ستاد کل نیروهای مسلح، جانشین و فرماندهان سپاه و بخش اطلاعات سپاه (خیابان صابونچی تهران) و نیروی موشکی، مقرهای فرماندهی سپاه پاسداران و نیروی قدس، ستاد کل سپاه پاسداران، ستاد نیروی قدس و بسیج، فرماندهی انتظامی جمهوری اسلامی ایران، ساختمان پلیس فتا، قرارگاه ثارلله، کامرانیه (محل اقامت علی شمخانی)، لویزان در تهران                                                                                             |
| زیرساخت‌های دفاع هوایی و موشکی | خطوط پدافند هوایی و رادارهای نظامی: مرکز فرماندهی راداری غدیر در غرب تهران، سایت راداری سوباشی همدان (از مهم‌ترین سایتهای راداری ایران)، سایت و پایگاه‌های موشکی شاهرود / سامانه‌های برداشت و پرتاب موشک سطح‌به‌سطح: تأسیسات موشکی شهاب، دزفول، سجیل در کرمانشاه، تبریز، اصفهان و اطراف تهران / پایگاه‌ها و باندهای پروازی: پایگاه‌های هوایی دزفول، همدان، مشهد، تبریز، مهرآباد تهران و چند پایگاه دیگر و هدف قراردادن باندها و جنگده‌های نیروی هوایی ایران |
| اهداف فناوری و صنعتی نظامی    | صنایع الکترونیک شیراز و تجهیزات راداری، کارخانه هسا (هواپیماسازی) و PANHA (هجومی پشتیبانی بالگرد) در تهران، کارخانه مهمات‌سازی در اصفهان |
| تأسیسات هسته‌ای و مرتبط        | تأسیسات غنی‌سازی اورانیوم: تأسیسات هسته‌ای نطنز در اصفهان، سایت زیرزمینی فردو در قم، مرکز تحقیقات هسته‌ای اصفهان، تأسیسات آب سنگین در اراک سعادت‌آباد میدان کتاب مجتمع استادان سرو (محل اقامت محمد مهدی طهرانچی) |
| اهداف غیرنظامی و نمادین       | محله‌های مسکونی و ساختمان‌های غیرنظامی: برج مسکونی ۱۴ طبقه نزدیک میدان نوبنیاد، برج One Holding در شمال تهران، زندان اوین در شمال تهران، سازمان صداوسیما (ساختمان شیشه‌ای) |
| زیرساخت‌های انرژی              | مخازن سوخت و پالایشگاه‌ها: انبار نفت شَهران (شمال تهران)، پالایشگاه شهرری (جنوب تهران) |
| سایر اهداف در تهران           | قیطریه، نیاوران، میدان قدس تجریش، شهرک شهید محلاتی، نوبنیاد(شهرک شهید چمران)، نارمک، اندرزگو، ستارخان (مجتمع ارکید)، شهرک شهید دقایقی، ازگل، شهرآرا، مرزداران، اطراف دریاچه چیتگر |
| سایر شهرها و مکان‌های حساس     | خنداب، همدان، قصر شیرین، پیرانشهر، ایلام، زرندیه، خمین، بروجرد، خرم‌آباد (کارخانه فردا موتورز)، اهواز، دزفول، اندیمشک، آبادان، کرمانشاه، کنگاور، گرمدره، فردیس، نظرآباد، مهرشهر، ماهدشت، قم |

## تلفات و خسارات

### خسارات وارده به ایران

#### کشته‌های ایرانی
گزارش‌هایی از کشته شدن فرماندهان ارشد ایرانی منتشر شده است. ارتش اسرائیل اعلام کرد که رئیس ستاد کل نیروهای مسلح، سرلشکر محمد باقری در این حملات کشته شده است. در ابتدا این ادعا از سوی رسانه دولتی ایرنا تکذیب شد، اما از سوی خبرگزاری فارس تأیید گردید.
در همین حال، رسانه دولتی ایران از کشته شدن فرمانده کل سپاه حسین سلامی خبر داد، که این خبر بعداً از سوی سپاه پاسداران نیز تأیید شد. همچنین گزارش شد که غلامعلی رشید، فرمانده قرارگاه مرکزی خاتم الانبیا، نیز کشته شده است.
به گزارش رسانه‌های دولتی ایران، دانشمندان هسته‌ای فریدون عباسی، رئیس سابق سازمان انرژی اتمی ایران و محمدمهدی طهرانچی رئیس دانشگاه آزاد نیز کشته شده‌اند. خبرگزاری تسنیم در ادامه اعلام کرد که چهار دانشمند دیگر نیز به نام‌های عبدالحمید مینوچهر، احمدرضا ذوالفقاری، سید امیرحسین فقهی و اکبر مطلبی‌زاده کشته شده‌اند.
طبق گزارش رسانه‌های داخلی ایران، غیرنظامیان از جمله زنان و کودکان نیز در میان کشته‌شدگان هستند.فقط در یک حمله به هدفی در منطقه شرق میدان قدس (محدودهٔ تجریش) تهران ۱۲ نفر از جمله یک زن باردار کشته و بیش از ۵۹ نفر مجروح شدند.
| نام               | سمت                                              |
| ----------------- | ------------------------------------------------ |
| محمد باقری        | رئیس ستاد کل نیروهای مسلح                        |
| غلامعلی رشید      | فرمانده قرارگاه مرکزی خاتم‌الانبیا                |
| علی شادمانی       | فرمانده قرارگاه مرکزی خاتم‌الانبیا                |
| حسین سلامی        | فرمانده کل سپاه پاسداران                         |
| امیرعلی حاجی‌زاده  | فرمانده نیروی هوافضای سپاه پاسداران              |
| محمد کاظمی        | رئیس سازمان اطلاعات سپاه پاسداران                |
| حسن محقق          | جانشین رئیس سازمان اطلاعات سپاه پاسداران         |
| محسن باقری        | نظامی اطلاعات سپاه پاسداران                      |
| مهدی ربانی        | معاون عملیات ستاد کل نیروهای مسلح                |
| غلامرضا محرابی    | معاون اطلاعات و امنیت ستاد کل نیروهای مسلح       |
| داود شیخیان       | فرمانده پدافند هوایی نیروی هوافضای سپاه پاسداران |
| خسرو حسنی         | جانشین اطلاعات نیروی هوافضای سپاه                |
| محمود باقری       | نظامی نیروی هوافضای سپاه                         |
| محمدباقر طاهرپور  | نظامی نیروی هوافضای سپاه                         |
| منصور صفرپور      | نظامی نیروی هوافضای سپاه                         |
| مسعود طیب         | نظامی نیروی هوافضای سپاه                         |
| جواد جورسرا       | نظامی نیروی هوافضای سپاه                         |
| محمد آقاجعفر      | نظامی نیروی هوافضای سپاه                         |
| فریدون عباسی      | دانشمند هسته‌ای، سردار اسبق نظامی و نماینده مجلس  |
| محمد مهدی طهرانچی | رئیس دانشگاه آزاد و دانشمند هسته‌ای               |
| عبدالحمید مینوچهر | دانشمند هسته‌ای                                   |
| احمدرضا ذوالفقاری | دانشمند هسته‌ای                                   |
| سید امیرحسین فقهی | دانشمند هسته‌ای                                   |
| اکبر مطلبی‌زاده    | دانشمند هسته‌ای                                   |
| علی بکایی کریمی   | دانشمند هسته‌ای                                   |
| منصور عسگری       | دانشمند هسته‌ای                                   |
| سعید برجی         | دانشمند هسته‌ای                                   |
| علی باکویی        | دانشمند هسته‌ای                                   |

#### دیگر کشته‌شدگان

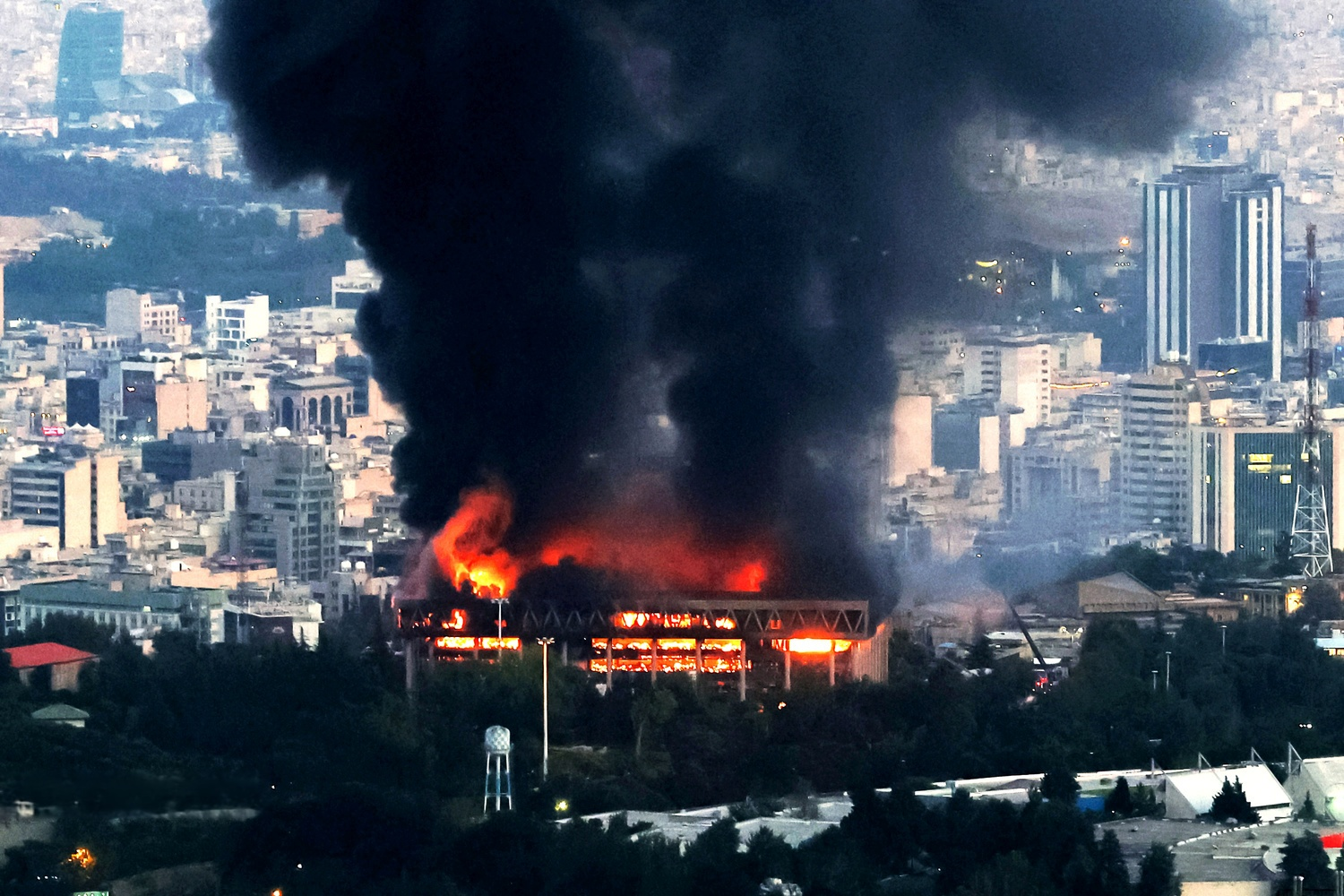
حمله اسرائیل به ساختمان شیشه‌ای صدا و سیما

در جریان حملات اسرائیل به اهدافی در داخل ایران که از بامداد جمعه ۲۳ خرداد شروع شد، شماری از شهروندان غیرنظامی ایران کشته شدند که خانواده و نزدیکان نظامیان سپاه پاسداران نیز در این بین وجود داشتند.
به گزارش خبرگزاری ایلنا در حمله به شهرک شهید چمران در حوالی میدان نوبنیاد، بیش از ۵۰ نفر زخمی شدند که ۳۵ تن از آنان را زنان و کودکان تشکیل می‌دهند. همچنان به ادعای خبرگزاری ایرنا، در مرز خسروی کرمانشاه ساختمان‌های غیرنظامی بهزیستی و ستاد اربعین هدف قرار گرفت که یک کشته و ۲۴ زخمی برجای گذاشت و در تبریز نیز مدیرکل مدیریت بحران استان از جان‌باختن دو نفر و مجروح شدن شش نفر در پی حملات اسرائیل خبر داد.

## پیامدها
خبرگزاری تسنیم گزارش داد که مقامات ایرانی پروازها در فرودگاه بین‌المللی امام خمینی را تعلیق کردند، هرچند که خود فرودگاه به طور مستقیم تحت تأثیر حملات قرار نگرفته بود. به همین دلیل، پروازهای بازگشت حج از عربستان سعودی لغو شدند. پروازها از فرودگاه‌های اسرائیل نیز به حالت تعلیق درآمدند و همچنین عراق و اردن حریم هوایی خود را بستند. چین به شهروندان خود در ایران توصیه کرد که هوشیار باشند. اداره پلیس نیویورک سیتی اعلام کرد که «نیروهای بیشتری» را برای تأمین امنیت سایت‌های یهودی و اسرائیلی در شهر نیویورک مستقر می‌کند.
به دلیل وضعیت اضطراری در پی حمله اسرائیل به ایران، مقامات بستن آزادراه قم-اصفهان تا اطلاع ثانوی را اعلام کردند.همچنین، ستاد ملی مدیریت شرایط اضطراری جمعیت هلال‌احمر به مردم ایران توصیه کرد که بدون ضرورت از خانه خارج نشوند.

### اقتصادی
حملات علیه ایران در ۱۳ ژوئن باعث افزایش ۷ درصدی قیمت نفت شد که بعداً به ۱۱ درصد رسید و به بالاترین سطح در یک ماه گذشته رسید. ارزش دلار آمریکا افزایش یافت، بیت‌کوین به ۱۰۳٬۰۰۰ دلار کاهش یافت و قیمت طلا بیش از ۱ درصد رشد کرد. بازار جهانی معاملات آتی سهام سقوط کرد؛ معاملات آتی داو ۶۰۰ امتیاز از دست داد. سهام شرکت‌های هواپیمایی بین‌المللی پس از حمله به شدت کاهش یافت. سهام لوفت‌هانزا ۵ درصد و سهام ایر فرانس، کاال‌ام و ایزی‌جت ۳ تا ۴ درصد افت کرد. گزارش‌ها حاکی از آن است که شرکت‌های هواپیمایی پروازهای خود را بر فراز حریم هوایی اسرائیل، ایران، عراق و اردن متوقف کردند و برخی پروازها منحرف یا لغو شدند. نیویورک تایمز گزارش داد که ایرانی‌ها برای سوخت در صف ایستاده و مواد غذایی اساسی را ذخیره می‌کنند.
با وجود آغاز حملات، شاخص‌های بورس اسرائیل (TA35، TA90) در اولین روز معاملات در طول درگیری افزایش یافت. در ۱۶ ژوئن، ارزش شِکِل اسرائیل ۳٫۶ درصد جهش کرد و به بالاترین سطح خود از ۹ اکتبر ۲۰۲۳ رسید.

### دیپلماسی
جلسه شورای امنیت سازمان ملل در ۱۳ ژوئن با بیانیه‌های سفیران ایران و اسرائیل به پایان رسید. سفیر ایران، امیرسعید ایروانی، حملات اسرائیل را اعلام جنگ خواند و اسرائیل را به تجاوز عمدی و نقض منشور سازمان ملل متهم کرد. سفیر اسرائیل، دنی دانون، این حملات را «حفظ بقای دولت اسرائیل» توصیف کرد، مدعی شد که ناشی از شکست دیپلماسی است و اظهار داشت که برای به رسمیت شناختن ناکامی جامعه جهانی در توقف برنامه هسته‌ای ایران آمده است. پس از این حمله، مذاکرات دیپلماتیک دربارهٔ انرژی هسته‌ای بین آمریکا و ایران که قرار بود در عمان برگزار شود، به‌طور نامعین به تعویق افتاد.
در ۱۵ ژوئن، رئیس‌جمهور قبرس، نیکوس کریستودولیدس، اعلام کرد که پیامی از رئیس‌جمهور ایران، مسعود پزشکیان، دریافت کرده که این پیام خطاب به دولت اسرائیل است. او قصد دارد محتوای این پیام را در یک تماس تلفنی برنامه‌ریزی‌شده با نتانیاهو مطرح کند. در همان روز، رسانه‌های اسرائیلی گزارش دادند که ایران از دولت‌های قطر و عمان خواسته با ایالات متحده تماس بگیرند تا خواستار توقف حملات اسرائیل شوند. رئیس‌جمهور ترامپ اعلام کرد که «تماس‌ها و جلسات متعددی» برای میانجی‌گری آتش‌بس در جریان است که انتظار می‌رود به‌زودی برقرار شود و افزود که انتظار دارد به‌زودی توافقی حاصل شود. در ۱۶ ژوئن، وزارت امور خارجه ایران گزارش داد که مجلس شورای اسلامی ایران پیشنهادی برای خروج از معاهده منع گسترش تسلیحات هسته‌ای (NPT) را آغاز کرده، اما تأکید کرد که ایران قصدی برای پیگیری تسلیحات هسته‌ای ندارد.

### پیامدها در اسرائیل
پس از حملات اسرائیل به ایران، اسرائیل وضعیت هشدار حداکثری اعلام کرد و ارتش اسرائیل از غیرنظامیان خواست در پناهگاه‌ها بمانند تا در انتظار حملات بعدی باشند. تجمعات عمومی ممنوع، مدارس تعطیل و پروازها در فرودگاه اصلی اسرائیل به‌عنوان اقدامات احتیاطی لغو شدند.
ایران تهدید کرده است که در صورت کمک آمریکا، بریتانیا و فرانسه به اسرائیل در مقابله با حملاتش، پایگاه‌ها و کشتی‌های این کشورها در منطقه را هدف قرار خواهد داد.

### تأثیر بر زیرساخت‌های غیرنظامی

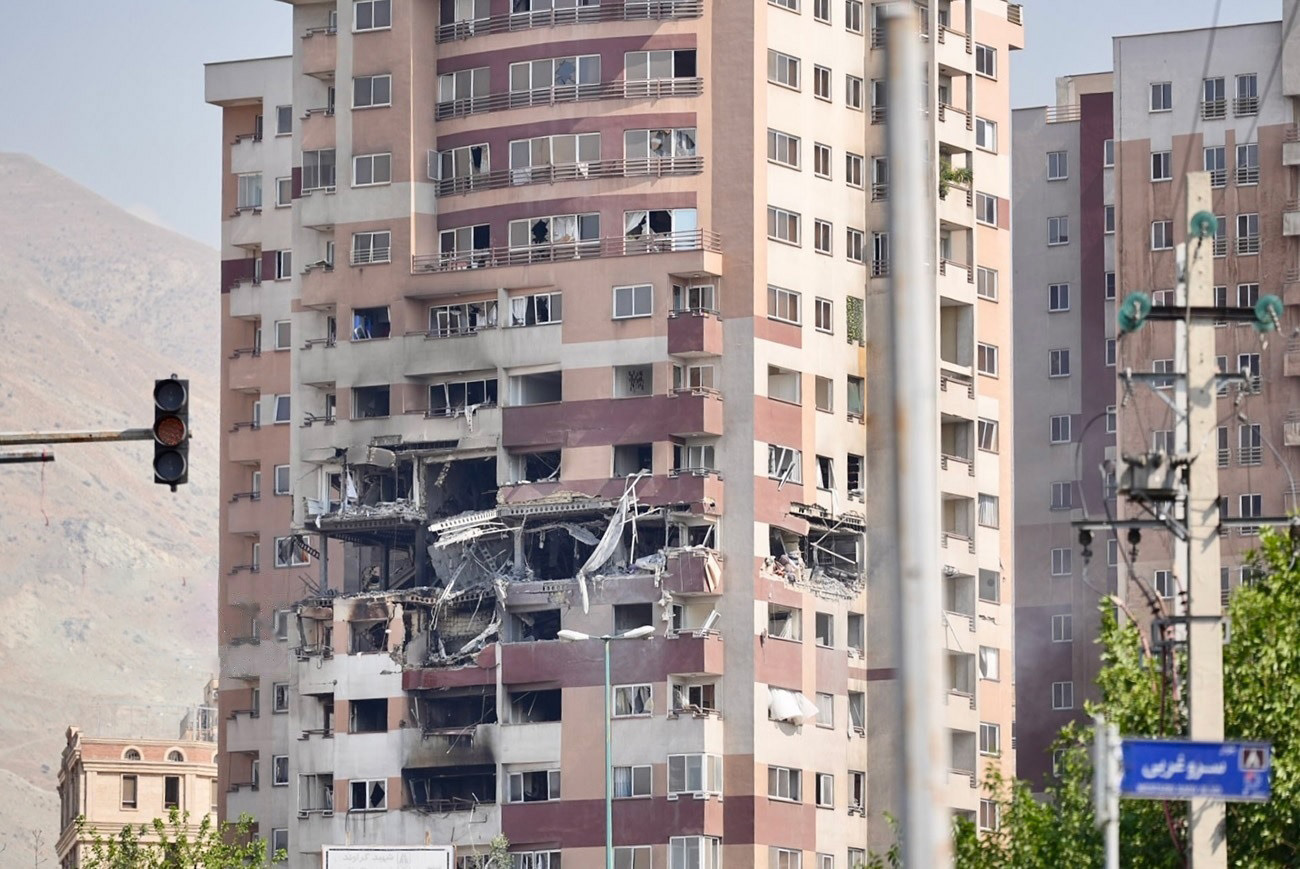
ساختمان مسکونی استادان سرو محل اقامت محمد مهدی طهرانچی در سعادت آباد تهران از اولین اهداف مورد حمله که در ۱۳ ژوئن ۲۰۲۵ مورد اصابت موشک قرار گرفت

پس از حملات هوایی اسرائیل به تأسیسات نظامی و هسته‌ای ایران در ژوئن ۲۰۲۵، قطعی گسترده اینترنت در شهرهای بزرگ ایران از جمله تهران، اصفهان و شیراز گزارش شد. این قطعی‌ها به دلیل آسیب به زیرساخت‌ها و محدودیت‌های عمدی دولت برای کنترل انتشار اطلاعات بود. به گفتهٔ فاطمه مهاجرانی، سخنگوی دولت، کاهش سرعت اینترنت به‌شکل موقت اجرا شده و برای دفع حملات سایبری بود. در پاسخ به این قطعی‌ها، شرکت اسپیس‌اکس متعلق به ایلان ماسک، خدمات اینترنت ماهواره‌ای استارلینک را برای ایران فعال کرد. این اقدام با هدف ارائه دسترسی بدون سانسور به اینترنت برای غیرنظامیان ایرانی در طول درگیری انجام شد. گزارش‌ها حاکی از آن است که ترمینال‌های استارلینک، که از اواخر سال ۲۰۲۲ به‌صورت مخفیانه وارد ایران شده بودند، توسط روزنامه‌نگاران، فعالان و افراد آشنا به فناوری برای دور زدن سانسور دولتی استفاده شدند.

## واکنش‌ها

### داخلی
دولت ایران محدودیت‌هایی در دسترسی به اینترنت اعمال کرد. پس از حمله، وزارت ارتباطات و فناوری اطلاعات اعلام کرد که محدودیت‌هایی بر اینترنت تا پایان وضعیت اضطراری در کشور اعمال خواهد شد. به گفته روزنامه‌نگار ثمانه قدرخان از ایران‌وایر، حکومت اینترنت را محدود می‌کند تا از رسیدن تصاویر صف‌های نان، پمپ بنزین و کمبود غذا به خارج جلوگیری کند و بحران داخلی را از جهان پنهان کند. در پاسخ به محدودیت اینترنت توسط حکومت، ایلان ماسک، مالک شرکت استارلینک، فعال بودن خدمات اینترنت شرکت استارلینک برای مردم ایران را اعلام کرد.
سخنگوی سازمان هواپیمایی ایران اعلام کرد که پروازهای داخلی و خارجی ایران لغو و آسمان ایران تا اطلاع ثانوی بسته شده است. ویدئوهای منتشر شده در فضای مجازی نشان می‌داد هواپیماهای مسافربری همچنان در حال ترک فرودگاه مهرآباد هستند به گفته رسانه‌های داخلی، دلیل پرواز هواپیماهای مسافربری، انتقال آنان به مکان‌های امن و دور از دسترس اسرائیل است.
سخنگوی نیروهای مسلح جمهوری اسلامی ایران، ابوالفضل شکارچی، وعدهٔ انتقام از اسرائیل و ایالات متحده را داد. سید علی خامنه‌ای، رهبر جمهوری اسلامی ایران، پس از حملات بیانیه‌ای صادر کرد و این حملات را «جنایت» خواند و هشدار داد که «رژیم صهیونیستی سرنوشتی تلخ و دردناک برای خود رقم زده است، نیروهای مسلح رژیم رذل صهیونی را بیچاره خواهند کرد». وزارت امور خارجه اعلام کرد که ایران طبق منشور سازمان ملل حق «قانونی و مشروع» برای پاسخ‌گویی به حملات اسرائیل را دارد و همچنین ایالات متحده را مسئول «آثار و پیامدهای خطرناک ماجراجویی رژیم صهیونیستی» دانست.
سپاه پاسداران انقلاب اسلامی اعلام کرد که حتی پس از کشته شدن فرمانده‌اش، حسین سلامی، آمادهٔ پاسخ‌گویی است. نماینده مجلس، علاءالدین بروجردی، اعلام کرد که «ایران در دور ششم مذاکرات هسته‌ای با ایالات متحده در [۱۵ ژوئن] و تا اطلاع ثانوی شرکت نخواهد کرد.»
رئیس‌جمهور پیشین، سید محمد خاتمی، این «عمل جنایتکارانه» را محکوم کرد و خواستار آن شد که سازمان ملل باید «در صف مقدم» تلاش‌ها برای «جلوگیری از فجایع بیشتر از طریق محکومیت جدی و جامع اسرائیل» باشد.
معترضان در قم خواستار انتقام‌گیری شدند.
نتانیاهو اعلام کرد که «نشانه‌هایی داریم که رهبران ارشد رژیم ایران در حال جمع کردن وسایل خود هستند» و افزود که آنها احساس کرده‌اند چه چیزی در راه است. گزارش‌های سایت ردیابی پرواز «فلایت‌رادار» ویدیوهایی که به ایران اینترنشنال ارسال شده، اوضاع غیرعادی در حوالی فرودگاه مهرآباد تهران را پس از حمله اسرائیل نشان می‌دهند، جایی که شهروندان می‌گویند هیچ پروازی فرود نمی‌آید و هواپیماها با فاصله‌های کوتاه پشت سر هم فرودگاه را ترک می‌کنند. علاوه بر این، ایران اینترنشنال گزارش داد که علی‌اصغر حجازی، قائم‌مقام دفتر خامنه‌ای، با روسیه برای خروج خود و خانواده‌اش از کشور مذاکره می‌کند و چندین مقام ارشد دیگر نیز پیشنهادهای مشابهی از مسکو برای تخلیه از طریق کریدور امن دریافت کرده‌اند.
بلافاصله پس از حملات، ساکنان تهران به‌صورت گسترده شروع به ترک شهر کردند، به‌ویژه به‌سوی استان‌های شمالی مانند استان مازندران، استان گیلان و استان البرز. این روند پس از هشدارهای رسمی ارتش اسرائیل در ۲۵ خرداد (۱۵ ژوئن میلادی)، مبنی بر لزوم تخلیهٔ مناطق نزدیک به تأسیسات نظامی، سرعت گرفت.

### اسرائیل
نتانیاهو مدعی شد که ایران به اندازهٔ کافی اورانیوم غنی‌شده برای ساخت نه بمب هسته‌ای در اختیار دارد. نتانیاهو از دونالد ترامپ بابت حمایت‌هایش تشکر کرد و گفت این حمله یک ضرورت عملیاتی فوری برای عقب‌راندن تهدید غنی‌سازی اورانیوم بود. او همچنین گفت که حملات «تا زمانی که لازم باشد برای رفع تهدید نابودی ما» ادامه خواهد یافت. رئیس ستاد کل ارتش اسرائیل، ایال زمیر، در یک سخنرانی تلویزیونی اعلام کرد که نیروهای زمینی ارتش اسرائیل در حال «بسیج ده‌ها هزار سرباز و آماده‌سازی در تمام مرزها» هستند و هشدار داد که «هر کسی که قصد مقابله با ما را داشته باشد، بهای سنگینی خواهد پرداخت» و اینکه «هم‌اکنون در نقطهٔ بازگشت‌ناپذیر قرار داریم». رهبر اپوزیسیون اسرائیل، یائیر لاپید، که از منتقدان جدی نتانیاهو است، حمایت کامل خود را از عملیات علیه ایران اعلام کرد.

### بین‌المللی
- اردن: وزارت امور خارجهٔ اردن در بیانیه‌ای اعلام کرد: «پادشاهی هاشمی اردن با شدیدترین لحن تجاوز اسرائیل علیه جمهوری اسلامی ایران را محکوم می‌کند و آن را نقض آشکار حاکمیت یک کشور عضو سازمان ملل و نقض آشکار قوانین بین‌المللی و منشور سازمان ملل می‌داند.»[۱۸۴]
- ارمنستان: وزارت امور خارجه این کشور حمله «یکجانبه علیه ایران» را محکوم کرد و آن را خطری برای «تلاش‌های صلح‌آمیز، ثبات منطقه‌ای و صلح جهانی» دانست.[۱۸۵]
- استرالیا: وزیر امور خارجه استرالیا پنی وانگ ابراز نگرانی شدید از تنش‌های فزاینده میان ایران و اسرائیل کرد و هشدار داد که این وضعیت ممکن است «منطقه‌ای که هم‌اکنون ناپایدار است را بیش از پیش بی‌ثبات کند».[۱۸۶]
- اسرائیل: نتانیاهو، حملات کشورش را اقدامی برای جلوگیری از دستیابی ایران به بمب هسته‌ای خواند و آن را «لحظهٔ تعیین‌کننده» توصیف کرد.[۱۸۷]
- افغانستان: مقامات طالبان افغانستان روز جمعه حملات گسترده اسرائیل به ایران را محکوم کردند و گفتند این حملات ناقض قوانین بین‌المللی بوده و ناامنی منطقه‌ای را تشدید می‌کند.[۱۸۸]
- آلمان: صدراعظم فریدریش مرتس خواستار خویشتنداری ایران و اسرائیل شد و تأکید کرد که آلمان از «تمام ابزارهای دیپلماتیک» برای جلوگیری از تشدید بحران استفاده خواهد کرد. او تأیید کرد که نخست‌وزیر اسرائیل او را از عملیات مطلع ساخته و بر حق اسرائیل برای دفاع از خود و عدم دستیابی ایران به سلاح هسته‌ای تأکید کرد.[۱۸۹][۱۹۰]
- امارات متحده عربی: امارات متحده عربی با «شدیدترین لحن» حمله نظامی اسرائیل به ایران را محکوم کرد و نگرانی عمیق خود را از ادامه تشدید تنش و پیامدهای آن برای امنیت و ثبات منطقه ابراز داشت. وزارت امور خارجه امارات متحده عربی در بیانیه‌ای بر اهمیت اعمال حداکثر خویشتنداری و احتیاط برای جلوگیری از خطرات و گسترش درگیری تأکید کرد.[۱۹۱]
- ایالات متحده آمریکا: رئیس‌جمهور دونالد ترامپ در تروت سوشال نوشت: «ما متعهد به راه‌حل دیپلماتیک مسئله هسته‌ای ایران هستیم.»[۱۹۲] ترامپ همچنین هشدار داد که ایران باید «اکنون توافق کند» در مورد برنامه هسته‌ای خود یا با «اقدام نظامی مخرب‌تر و مرگبارتر» روبه‌رو شود. او گفت که قبلاً «مرگ و ویرانی بزرگی» رخ داده و هشدار داد که حملات آینده «حتی بی‌رحمانه‌تر» خواهد بود. ترامپ از ایران انتقاد کرد که فرصت‌های متعددی برای رسیدن به توافق را رد کرده است و گفت به آنها گفته «فقط این کار را انجام دهید»، اما آنها «نتوانستند آن را به انجام برسانند». او متعهد شد که حمایت نظامی مستمر از اسرائیل ادامه دهد و گفت: «اسرائیل مقدار زیادی از آن دارد، با بیشتر که در راه است - و آنها می‌دانند چگونه از آن استفاده کنند.»[۱۹۳] وزیر امور خارجه ایالات متحده آمریکا مارکو روبیو گفت اسرائیل به صورت مستقل عمل کرده و آمریکا در آن دخالت نداشته است. او گفت اسرائیل به آمریکا اطلاع داده حمله را به عنوان دفاع از خود می‌داند. روبیو هشدار داد: «ایران نباید منافع یا کارکنان آمریکا را هدف قرار دهد» و همچنین گفت دولت تمام اقدامات لازم را انجام داده و با شرکای منطقه‌ای در ارتباط است.[۱۹۴][۱۹۵] رهبر اکثریت سنای آمریکا جان تون گفت ایران توافق عدم اشاعه را نقض کرده و مدتهاست آرزوی نابودی اسرائیل را دارد.[۱۹۶] سناتور لیندسی گراهام حمایت خود را از حملات اعلام کرد و نوشت «بازی شروع شد. برای اسرائیل دعا کنید.»[۱۹۷] رئیس مجلس نمایندگان ایالات متحده آمریکا مایک جانسون حمایت خود را از حملات اعلام کرد و گفت اسرائیل «حق دارد» و «حق دفاع از خود را دارد.»[۱۹۸][۱۹۹] سناتور جیم ریش گفت: «ما امشب در کنار اسرائیل هستیم و برای امنیت مردمش و موفقیت این اقدام یک‌جانبه دفاعی دعا می‌کنیم.»[۱۹۶] ریش به ایران هشدار داد به آمریکا حمله نکند و گفت: «ایران اگر به آمریکا حمله کند، احمق خواهد بود.»[۱۹۶] سناتور جک رید گفت: «تصمیم نگران‌کننده اسرائیل برای حملات هوایی به ایران، تشدیدی بی‌ملاحظه است که خطر شعله‌ور شدن خشونت منطقه‌ای را دارد.»[۲۰۰] سناتور جان فترمن نیز از اسرائیل حمایت کرد.[۱۹۶]مارکو روبیو، وزیر امور خارجه ایالات متحده آمریکا مدعی شد که آمریکا در حملات اسرائیل دخالت نداشته است.[۲۰۱]
- اندونزی: وزارت امور خارجه اندونزی حمله گسترده اسرائیل به تهران در بامداد جمعه را به‌شدت محکوم کرد و هشدار داد که این حمله می‌تواند تنش‌های منطقه‌ای را تشدید کند.[۲۰۲] سخنگوی این وزارتخانه، «رولیانسیا سومیرات»، تأکید کرد که همه کشورها موظف به حل‌وفصل مسالمت‌آمیز اختلافات و بر اساس حقوق بین‌الملل هستند.[۲۰۳]
- بریتانیا: کی‌یر استارمر از «تمام طرف‌ها خواست عقب‌نشینی کنند» و «به دیپلماسی بازگردند.»[۲۰۴]
- پاکستان: پاکستان در بیانیه‌ای حمله اسرائیل را محکوم کرد و اعلام کرد که در «همبستگی کامل» با مردم ایران ایستاده است.[۲۰۵] وزارت امور خارجه پاکستان حمله اسرائیل را محکوم کرد و حق دفاع از خود ایران را بر اساس فصل هفتم منشور ملل متحد تأیید نمود.[۲۰۶]
- ترکیه: وزارت امور خارجه ترکیه حملات را «با شدیدترین الفاظ» محکوم کرد و گفت «اسرائیل نمی‌خواهد مسائل از طریق دیپلماتیک حل شود.»[۲۰۷]
- جمهوری چک: وزیر امور خارجه یان لیپاوسکی حملات را واکنشی «معقول» به تهدید هسته‌ای ایران و حمایت آن از حماس و حزب‌الله دانست و افزود: «ایران تعهدات خود به جامعه جهانی را نادیده گرفته و همزمان به تولید سلاح هسته‌ای و اظهارات خصمانه علیه اسرائیل ادامه می‌دهد».[۲۰۸]
- چین: سخنگوی وزارت امور خارجه جمهوری خلق چین لین جیان خواستار یافتن «راه‌هایی که به صلح و ثبات منطقه‌ای کمک کند» شد.[۱۷۰] سفارت چین در ایران وضعیت را «وخیم و پیچیده» توصیف کرد و به شهروندانش توصیه نمود از مکان‌های شلوغ دوری کنند. سفارت چین در تل‌آویو نیز هشدار مشابهی صادر کرد.[۲۰۹][۲۱۰]
- روسیه: به گفته سخنگوی ولادیمیر پوتین، دمیتری پسکوف، «روسیه نسبت به تشدید تنش‌ها نگران و آن را محکوم می‌کند».[۲۱۱]
- ژاپن: دبیر ارشد کابینه ژاپن یوشیماسا هایاشی گفت که دولت «تمام تلاش‌های دیپلماتیک ممکن را برای جلوگیری از وخامت بیشتر اوضاع» ادامه خواهد داد و «تمام تدابیر لازم» را برای حفاظت از اتباع ژاپنی اتخاذ خواهد کرد.[۲۱۲]
- عراق: دولت عراق از شکست تلاش‌های دیپلماتیک در جریان مذاکرات ایران و آمریکا ابراز تأسف کرده و استفاده اسرائیل از زور علیه ایران را «نقض آشکار حقوق بین‌الملل و منشور ملل متحد» دانست و خواستار تشکیل فوری نشست شورای امنیت سازمان ملل متحد شد.[۲۱۳]
- عربستان سعودی: وزارت امور خارجه عربستان سعودی حملات «فجیع» را محکوم کرد و آن را نقض حقوق بین‌الملل دانست.[۲۱۴]
- عمان: عمان اسرائیل را مسئول حملات و پیامدهای آن دانست.[۲۱۵]
- فرانسه: ژان نوئل بارو، وزیر خارجه فرانسه، ضمن ابراز نگرانی از حملات، تأکید کرد که باید از هرگونه تشدید تنش خودداری شود. فرانسه در عین حال تأکید کرده که اسرائیل حق دفاع از خود را دارد.[۲۰۵]
- قطر: قطر حمله اسرائیل به خاک ایران را به شدت محکوم و تقبیح کرد و آن را «نقض آشکار» حاکمیت و امنیت ایران و نقض آشکار قوانین و اصول حقوق بین‌الملل دانست. وزارت امور خارجهٔ قطر در بیانیه‌ای نگرانی عمیق خود را از این «تشدید خطرناک تنش که در چارچوب الگوی مکرر سیاست‌های تهاجمی که امنیت و ثبات منطقه را تهدید می‌کند و مانع تلاش‌ها برای کاهش تنش و دستیابی به راه‌حل‌های دیپلماتیک می‌شود»، ابراز کرد.[۲۱۶]
- کویت: وزارت امور خارجه کویت در بیانیه‌ای اعلام کرد: «وزارت امور خارجه، محکومیت و تقبیح شدید حملات اسرائیل به جمهوری اسلامی ایران را که نقض آشکار همه قوانین و کنوانسیون‌های بین‌المللی است و تجاوز آشکار به حاکمیت ایران محسوب می‌شود و امنیت و ثبات منطقه را تهدید می‌کند، ابراز می‌دارد.»[۱۸۴]
- لبنان: رئیس‌جمهور جوزف عون در بیانیه‌ای اعلام کرد که این حملات «نه تنها مردم ایران، بلکه تمام تلاش‌های بین‌المللی برای حفظ ثبات در خاورمیانه و کشورهای همسایه را هدف قرار داده است» و «ابتکارات میانجی‌گرانه جاری که به پیشرفت قابل‌توجهی در جهت دستیابی به راه‌حل‌های واقع‌بینانه و عادلانه برای جلوگیری از خطر جنگ در منطقه رسیده بودند را تضعیف می‌کند». وی همچنین خواستار «اقدام فوری و مؤثر برای جلوگیری از پیشبرد اهداف اسرائیل شد؛ اهدافی که به گفته او، روزبه‌روز آشکارتر و در صورت تداوم، به‌شدت خطرناک خواهند بود.»[۲۱۷]
- مصر: مصر حملهٔ اسرائیل به ایران را محکوم کرد و آن را «تشدید آشکار و بسیار خطرناک تنش‌های منطقه‌ای» توصیف کرد. وزارت امور خارجه مصر در بیانیه‌ای اعلام کرد که «تحولات شتابندهٔ فعلی را با نگرانی فراوان دنبال می‌کند» و تجاوز اسرائیل به ایران را «نقض آشکار قوانین بین‌المللی و منشور سازمان ملل و تهدیدی مستقیم برای صلح و امنیت منطقه‌ای و بین‌المللی» می‌داند.[۲۱۸]
- نیوزیلند: نخست‌وزیر نیوزیلند کریستوفر لکسون این حملات را «بسیار نگران‌کننده» خواند و وزیر امور خارجه وینستن پیترز خواستار تنش‌زدایی شد.[۱۹۴][۲۱۹]
- ونزوئلا: وزارت امور خارجه ونزوئلا این حمله را به عنوان «یک جنایت جنگی که به فهرست طولانی جنایات رژیم بنیامین نتانیاهو اضافه می‌شود» محکوم کرد.[۲۲۰]
- هند: سخنگوی وزارت امور خارجه هند راندیر جایسوال اعلام کرد که هند «تحولات جاری، از جمله گزارش‌های مربوط به حمله به تأسیسات هسته‌ای» را از نزدیک زیر نظر دارد.[۲۰۹]

### فعالان سیاسی خارج از ایران
- رضا پهلوی در پیامی به نیروهای نظامی ایران اعلام کرد: «سید علی حسینی خامنه‌ای، رهبر جمهوری اسلامی ایران، بار دیگر ایران ما را به جنگ کشاند. پیام من به نیروهای نظامی، انتظامی و امنیتی روشن است: این نظام و رهبرانش برای جان شما یا ایران ما ارزشی قائل بشوید. خود را از آنها جدا کنید و به مردم بپیوندید.»[۲۲۱] در ۲۸ خرداد ۱۴۰۴, رضا پهلوی در شبکه‌های اجتماعی خود سخنرانی منتشر کرد که در آن خطاب به مردم ایران دربارهٔ آینده ایران پس از سقوط قریب‌الوقوع و حتمی جمهوری اسلامی صحبت کرد. رضا پهلوی اعلام کرد که سقوط جمهوری اسلامی برگشت‌ناپذیر است و تنها یک قیام عمومی برای پایان دادن به «جنگ ۴۶ ساله» رژیم با مردم ایران لازم است. او تأکید کرد که ایران پس از سقوط رژیم وارد جنگ داخلی نخواهد شد و برنامه آماده‌ای برای صد روز نخست و انتقال به حکومت ملی دموکراتیک دارد. پهلوی خطاب به نیروهای امنیتی و انتظامی گفت که خود را فدای رژیم نکنند و به جای آن به مردم بپیوندند، با وعده اینکه می‌توانند در آینده جدید ایران شرکت داشته باشند.[۲۲۲][۲۲۳][۲۲۴]
- مسیح علی‌نژاد بیان کرد: «حذف یک تروریست تراژدی نیست، بلکه گامی به سوی عدالت برای همه جان‌های بی‌گناهی است که آنها دنبال کردند.»[۲۲۵]

### سازمان‌ها و نهادها
- سازمان ملل متحد دبیرکل سازمان ملل متحد آنتونیو گوترش از هر دو طرف خواست حداکثر خویشتن‌داری را نشان دهند.[۲۲۶] سخنگوی او فرحان حق اعلام کرد که دبیرکل هرگونه تشدید نظامی در خاورمیانه را محکوم می‌کند.[۲۲۷]
- آژانس بین‌المللی انرژی اتمی اعلام کرد که آنها وضعیت را زیر نظر دارند.[۲۲۸]
- گروه مستقر در آمریکا اکنون دموکراسی برای جهان عرب این حمله را غیرقانونی و بی‌دلیل خواند و از آمریکا خواست منافع خود را با اسرائیل جدا کند.[۲۲۹]
- گروه مستقر در آمریکا شورای ملی ایرانیان آمریکا نوشت که حمله اسرائیل از نظر حقوق بین‌الملل فاقد توجیه قانونی بوده و زندگی بسیاری از افراد بی‌گناه را بی‌دلیل به خطر انداخته است.[۲۳۰]
- حماس این حمله را به عنوان تهاجمی وحشیانه که نقض آشکار هنجارها و کنوانسیون‌های بین‌المللی است محکوم کرد و افزود که این حمله تأکید می‌کند اسرائیل تهدید وجودی برای کل منطقه است و نشان‌دهنده اصرار دولت افراطی نتانیاهو برای کشاندن منطقه به رویارویی‌های مستقیم است. آنها همچنین درگذشت فرماندهان ارشد و دانشمندان هسته‌ای را تسلیت گفتند و خواستار موضع متحد برای بازدارندگی اسرائیل و پایان دادن به جنایاتش شدند.[۲۳۱]
- منبعی از حزب‌الله لبنان به رویترز گفت که این گروه حمله‌ای علیه اسرائیل انجام نخواهد داد.[۲۳۲]
- اتحادیه آفریقا با انتشار بیانیه‌ای حملهٔ اسرائیل به ایران را «تهدیدی جدی برای صلح بین‌المللی» خواند.[۲۳۳]
- سازمان همکاری اسلامی: دبیرخانه عمومی سازمان همکاری اسلامی این حمله را محکوم کرد و آن را «نقض آشکار حاکمیت و امنیت ایران» توصیف کرد و تأکید کرد که چنین حملاتی نقض آشکار قوانین و هنجارهای بین‌المللی است. این سازمان در بیانیه‌ای رسمی گفت: «این رفتار خصمانه غیرقابل توجیه، تشدید خطرناکی است که امنیت، صلح و ثبات را در کل منطقه تهدید می‌کند» و خواستار «اقدام فوری بین‌المللی برای توقف این تخلفات» شد.[۲۳۴]

## تحلیل‌ها

### آمادگی ایران
به گزارش نیویورک تایمز، با وجود پیش‌بینی درگیری‌های احتمالی در صورت توقف مذاکرات هسته‌ای با ایالات متحده، رهبری ایران به‌طور اساسی در محاسبه زمان‌بندی چنین درگیری‌ای دچار اشتباه شد. مقامات نزدیک به رهبری به این روزنامه گفتند که ایران انتظار حمله اسرائیل را پیش از دور بعدی مذاکرات در عمان نداشت. در نتیجه، نشانه‌های هشدار اولیه به‌عنوان عملیات روانی برای کسب برتری دیپلماتیک نادیده گرفته شد. این روزنامه گزارش داد که این اشتباه در قضاوت منجر به عدم اجرای پروتکل‌های دفاعی از پیش بحث‌شده شد. پرسنل ارشد نظامی، از جمله فرماندهان ارشد سپاه پاسداران انقلاب اسلامی، دستورهای پراکندگی یا پناه‌گیری را نادیده گرفتند که منجر به کشته شدن چهره‌های کلیدی در حملات هدفمند به تأسیسات نظامی، به‌ویژه در تهران، شد. هیئت تحریریه وال‌استریت ژورنال نیز به اشتباه ایران در دست‌کم گرفتن ترامپ و نتانیاهو اشاره کرد و گفت رژیم ایران گمان می‌کرد می‌تواند با ادامه تعلل، بدون پرداخت هزینه‌ای، با آمریکایی‌ها بازی کند.
میزان عدم آمادگی ایران با شکاف‌های گسترده در سامانه‌های دفاع هوایی و اطلاعاتی آن بیشتر آشکار شد. نیروهای اسرائیلی عملیاتی پیچیده و چندجانبه را در حداقل ۱۵ مکان در سراسر کشور اجرا کردند که به سامانه‌های راداری حیاتی، تأسیسات موشکی و اجزای سطحی تأسیسات هسته‌ای نطنز آسیب رساند. طبق گزارش‌ها، این حمله شامل هواپیماهای سرنشین‌دار و مأموران مخفی بود که به خاک ایران نفوذ کرده و با استفاده از پهپادها و مهمات قاچاق‌شده، حملات داخلی را تسهیل کردند. به گزارش نیویورک تایمز، گستردگی و موفقیت عملیات اسرائیل، آسیب‌پذیری‌های قابل‌توجهی در زیرساخت‌های امنیت ملی ایران را آشکار کرد. در پی این حمله، ارتباطات داخلی مقامات ایرانی حاکی از نگرانی و سردرگمی بود، به‌ویژه در مورد نبود سامانه‌های دفاع هوایی فعال در زمان حمله. پاسخ موشکی ایران توسط تایمز نشانه‌ای از عدم آمادگی نظامی تلقی شد.
حمید حسینی، مقام مرتبط با دولت در تهران، اظهار داشت که حمله اسرائیل «کاملاً رهبری را غافلگیر کرد.» او اذعان کرد که این حمله نشان‌دهنده فقدان دفاع هوایی مؤثر و ناتوانی در جلوگیری از حملات به سایت‌های حیاتی بود و از عمق نفوذ اسرائیل شوکه شده بود. بر اساس پیام‌های خصوصی به اشتراک گذاشته‌شده با نیویورک تایمز، مقامات ایرانی خشم و ناباوری خود را از ناکامی کشور در جلوگیری از حملات اسرائیل ابراز کردند و پرسیدند: «دفاع هوایی ما کجاست؟» و «چگونه اسرائیل می‌تواند بیاید و به هر چیزی که می‌خواهد حمله کند… و ما قادر به متوقف کردن آن نیستیم؟»

### قانونی بودن
کمیسیون بین‌المللی قضات بیانیه‌ای منتشر کرد و گفت «حمله اسرائیل به ایران ناقض حقوق بین‌الملل است، و صلح و امنیت را تهدید می‌کند» و «اسرائیل و ایران را به رعایت الزامات عدم اشاعه خود و تضمین دسترسی آژانس بین‌المللی انرژی اتمی به همه تأسیسات هسته ای شان» فراخواند. مارکو میلانوویچ، کوین جان هلر و سرگئی واسیلیف، همگی از دانشوران حقوق بین‌الملل، این حملات را یک جنایت تجاوز توصیف کرده‌اند. حکومت ترکیه نیز ابراز نظر کرد که اقدام اسرائیل «یک نقض آشکار حقوق بین‌الملل است». در سال ۲۰۱۲, مواضع متفاوتی در خصوص یک حمله احتمالی به ایران به خاطر برنامه هسته ای ش وجود داشت که اندرو گاروود-گاوئرز آن را خلاصه کرده و نتیجه‌گیری کرده که «از نقطه نظر حقوق بین‌الملل حمله نظامی یکجانبه به ایران غیرقانونی خواهد بود.». مارکو میلانوویچ استاد حقوق بین‌المللی عمومی در بریتانیا در مجله اروپایی حقوق بین‌الملل نوشته که «در نتیجه، حتی اگر گسترده‌ترین فهم (از نظر قانونی قابل پذیرش) از دفاع از خود مورد انتظار درست پنداشته شود، استفاده اسرائیل از زور علیه ایران غیرقانونی خواهد بود. این بدان خاطر است که شواهد اندکی وجود دارد که ایران بی تردید رد صورت توسعه قابلیت سلاح هسته ای بی تردید خود را متعهد به حمله به اسرائیل با آن کند.» سفیر اسرائیل در سازمان ملل ابراز نظر کرد که «این اقدامی برای حفاظت ملی بود. اقدامی بود که به تنهایی انجام گرفت، نه از آنجا که می‌خواستیم انجامش دهیم، بلکه چون گزینه دیگری برایمان نمانده بود.»

### دیگر نظرات
جروزالم پست پیشنهاد کرد که واکنش احتمالی ایران ممکن است شامل حملات نیابتی، موشک‌های بالستیک و پهپادها، تهدیدات دریایی و «نامتقارن»، حملات به اهداف خارج از کشور، استفاده از نیروهای مسلح متعارف یا حملات دیپلماتیک باشد.
به گزارش فارین پالیسی این حملات قطعاً به زیرساخت‌های ایران آسیب رساند، اما تنها روایت خامنه‌ای را تقویت کرد. رژیم پابرجا ماند. رهبری پابرجا ماند. خیابان‌ها در اعتراض منفجر نشدند. ایران تکه‌تکه نشد. و در سطح بین‌المللی، ایران دیگر نه تنها به عنوان یک متجاوز، بلکه به عنوان کشوری تحت محاصره دیده می‌شد که بار دیگر در برابر دخالت‌های خارجی مقاومت می‌کند.    همچنین گزارش داد که اکثر کشورهای متحد آمریکا خطر رژیم ایران را که به دنبال «بهره‌برداری از ساده‌لوحی و احتیاط آمریکا به نفع تهران» است، به رسمیت نشناخته‌اند. به گفته این نشریه، اسرائیل تصمیم گرفت تهدید ایران را که از نظر اسرائیلی‌ها «وجودی» تلقی می‌شود، رفع کند و با حمله به «سر مار»، این تهدید را پایان دهد.
محمد اسلامی، پژوهشگر دانشگاه تهران و رئیس سازمان انرژی اتمی ایران، اظهار داشت که حمله تلافی‌جویانه ایران از سوی اکثر احزاب سیاسی داخلی حمایت شده است، اجماعی که از زمان جنگ ایران و عراق بی‌سابقه بوده است.
دنیل بی. شاپیرو از شورای آتلانتیک اظهار داشت که حملات اسرائیل ضعف ایران را پس از حملات ۷ اکتبر آشکار کرد و نشان داد که اسرائیل توانایی نفوذ کامل به ایران و حمله به اهدافی در سراسر این کشور را دارد. او نتیجه گرفت: «ایران هرگز تا این حد ضعیف به نظر نیامده و توانایی آن برای پاسخ معنادار مورد آزمون قرار خواهد گرفت.»
همیش دو برتون-گوردون از تلگراف حملات اسرائیل را «تهاجمی پیش‌دستانه، دقیق و ترکیبی» توصیف کرد که ایران را «کاملاً درهم کوبیده» و ممکن است جاه‌طلبی‌های هسته‌ای آن را درهم بشکند. او از مقیاس و پیچیدگی این عملیات تمجید کرد و آن را «حمله‌ای به تصمیم‌گیرندگان ارشد نظامی و سیاسی» با شدت بی‌سابقه در دوران کنونی خواند.
ریچارد کمپ، تحلیلگر نظامی، استدلال کرد که اسرائیل «چاره‌ای جز حمله نداشت» و ایران را رژیمی «مستأصل» توصیف کرد که مدت‌هاست به دنبال تسلیحات هسته‌ای و حمایت از تروریسم جهانی است. او هشدار داد که عدم اقدام به معنای اجازه دادن به «رژیمی با ظرفیت نامحدود برای خشونت» برای دستیابی به سلاح هسته‌ای بود و از ادامه حمایت از اسرائیل برای «اتمام کار» حمایت کرد.
عماد العنیس، کارشناس روابط بین‌الملل در الجزیره انگلیسی، به توانایی اسرائیل در قاچاق پهپاد به ایران و عملیات در حریم هوایی این کشور اشاره کرد که نشانه‌ای از تغییر قابل‌توجه در توازن قدرت است.
مروان بیشارا، تحلیلگر ارشد الجزیره، استدلال کرد که اسرائیل رویکرد عمل‌گرایانه اخیر ایران در سیاست خارجی را نابود کرده و نتانیاهو از اوایل دهه ۱۹۹۰ ایران را به‌عنوان «تهدید وجودی» برای اسرائیل معرفی کرده است.
توماس ام. کانتریمن، دیپلمات آمریکایی، استفاده ظاهری ترامپ از حملات اسرائیل به‌عنوان استراتژی مذاکره با ایران را «عمیقاً اشتباه» خواند و ادعا کرد که نتانیاهو امیدوار است ایران پایگاه‌های آمریکایی را هدف قرار دهد تا ایالات متحده وارد درگیری شود.
جیم والش، کارشناس هسته‌ای آمریکا، اظهار داشت که حملات اسرائیل ممکن است نتیجه معکوس داشته و تهران را به پیگیری تسلیحات هسته‌ای سوق دهد.
چارلز مور استدلال کرد که حملات اسرائیل درس سختی از حملات ۷ اکتبر حماس را نشان می‌دهد: «دیگر هرگز غافلگیر نشوید.» او ایران را «تهدید وجودی هدفمند و فعال» برای اسرائیل توصیف کرد و از تصمیم نتانیاهو حمایت نمود.
حمید غلام‌زاده و علی‌اکبر دارینی در مرکز بررسی‌های استراتژیک اظهار داشتند که حملات اسرائیل به تأسیسات انرژی و دیگر سایت‌ها نه‌تنها ناآرامی داخلی ایجاد نکرد، بلکه مردم ایران را متحد کرد.
کمیسیون بین‌المللی قضات اعلام کرد که حملات اسرائیل به ایران نقض قوانین بین‌المللی است و خواستار رعایت تعهدات عدم اشاعه و دسترسی آژانس بین‌المللی انرژی اتمی به تأسیسات هسته‌ای شد.
مارکو میلانوویچ و دیگر حقوق‌دانان این حملات را «جرم تجاوز» خواندند.
سفیر اسرائیل در سازمان ملل اظهار داشت: «این عملی برای حفظ ملت بود که به تنهایی انجام دادیم، نه به خواست خود، بلکه چون چاره دیگری نداشتیم.»
مهند سلوم از مؤسسه تحصیلات تکمیلی دوحه اظهار داشت که ایران، هرچند «به‌شدت آسیب دیده»، مایل به درگیری گسترده با آمریکا و متحدان اروپایی‌اش نیست و پاسخ محدود آن نشان‌دهنده تمایل به ازسرگیری مذاکرات هسته‌ای است.
به گزارش سی‌ان‌ان، کارزار اسرائیل فاقد استراتژی خروج مشخصی است.
در مصاحبه‌ای با بی‌بی‌سی فارسی، تحلیلگر سیاسی مجتبی نجفی از نبود اتحاد ملی در برابر تهدیدات خارجی انتقاد کرد. او استدلال کرد که سرکوب بیان عمومی توسط نظام ایران انسجام داخلی را تضعیف کرده و اظهار داشت: «یکی از دلایل جسارت اسرائیل برای حمله، مشکلات داخلی ایران بود… بحران‌های حل‌نشده و خشم عمیق، مفهوم ملت بودن در ایران را مخدوش کرده و به نیروی خارجی اجازه داده بدون ترس حمله کند.»

گاردین در گزارشی بیان کرد که حملات آمریکا به ایران به طرز وحشتناکی نتیجه معکوس داشته است. هیچ نتیجه‌ی مثبتی از بمباران‌ها و حملات موشکی غیرقانونی که توسط دونالد ترامپ، رئیس جمهور آمریکا، و بنیامین نتانیاهو، رهبر اسرائیل، علی‌رغم لاف‌هایشان در مورد موفقیت‌هایشان در تغییر جهان، انجام شده، حاصل نشده است. تأسیسات هسته‌ای ایران، آنطور که ترامپ ادعا کرد، نابود نشده است. تهران غنی‌سازی اورانیوم را رها نکرده است. رژیم، علیرغم فراخوان نتانیاهو برای قیام، سقوط نکرده است.

## فهرست بازداشت‌شدگان پس از حملات
پس از حملات ۱۴۰۴ اسرائیل به ایران، نیروهای امنیتی، بازداشت‌های گسترده‌ای را آغاز کردند و برخی از فعالان سیاسی بازداشت و به مکان‌های نامعلومی منتقل شدند. برخی از این افراد براساس اعلام سازمان‌های حمایت از حقوق بشر عبارتند از:
- سلیمان قادر گلوان، شهروند اهل اشنویه و برادر عبدالسلام قادر گلوان، از جانباختگان قیام سراسری ۱۴۰۱.[۲۶۶]
- مطهره گونه‌ای، کنشگر سیاسی، فعال دانشجویی و شهروند ساکن تهران[۲۶۷]
- محمدرضا احسانی سرد (با نام هنری خالق)، شهروند ساکن نجف آباد.[۲۶۸]
- رضا دریاکناری، هنرمند و گرافیست، شهروند ساکن تهران.[۲۶۹]
- کوروش حاتمی، شهروند ساکن ارومیه.[۲۷۰]
- سجاد صادقی، مجری سابق رادیو، استاد دانشگاه ممنوع از تدریس و پژوهشگر روابط بین‌الملل، شهروند ساکن تهران.[۲۷۱]
- آرمان نیک‌آیین و ایمان رحمت‌پناه، دو شهروند بهایی ساکن شیراز.[۲۷۲]
- ماموستا عمر محمدی، شاعر و نویسنده و شهروند ساکن اشنویه.[۱۶۵]
- انور بایزیدی شهروند ساکن بوکان.[۱۶۵]
- دانیال مقدم، خواننده معترض و فعال اجتماعی، شهروند ساکن تهران.[۲۷۳]
- نه معلم همگی شهروند ساکن کرمان به اسامی مجید نادری، محمدرضا بهزادپور، حسین رشیدی زرندی، محمد مستعلی‌زاده، شهناز رضایی، زهرا عزیزی، میترا نیکپور، فاطمه یزدانی و لیلا افشار
- حسین رونقی، فعال مدنی، روزنامه‌نگار و وبلاگ‌نویس، شهروند اهل تهران.[۲۷۴]
- حمید پیش‌قدم، نویسنده، کارگردان و فیلمبردار.[۲۷۵]
- کیانوش چراغی، فعال مدنی، شهروند ساکن دهلران به همراه همسرش اکرم سبزی.[۲۷۶]
- گلریز نورانی، شهروند بهایی ساکن قزوین.[۲۷۷]
- نازنین عابدینی، شهروند بهایی ساکن قائمشهر.[۲۷۸]
- رحیم بقال اصغری، نویسنده و کارتونیست، شهروند ساکن تبریز.[۲۷۹]
- نویان حجازی، شهروند بهایی ساکن جویبار.[۲۸۰]
- سامان (سلام) سید محمودیان، شهروند ساکن نقده.[۲۸۱]
- ایمان رحمت‌پناه، شهروند بهایی ساکن شیراز.[۲۸۲]